# Большой Иргиз
Большо́й Ирги́з (Иргиз) — река в Самарской и Саратовской областях России, левый приток Волги.

## Этимология
Уже в 921 году Ахмед ибн Фадлан упоминал гидроним Иргиз. Само же слово Иргиз восходит к наименованию тюркского родоплеменного подразделения иргиз. По другой версии гидроним произошёл путём сложения тюрк. ир — «излучина» и тюрк. гиз — «река, источник». Дополнение Большой возникло уже в более позднем в русском употреблении. 
Известно, что в 1727 году в докладе Синоду архиепископ Казанский Сильвестр упоминает реку как Киргиз: «по реке Киргизе из верховых городов и уездов живут раскольники, убегая от изыскания, с жёнами и детьми, многолюдно».

## География и гидрология
Длина реки — 675 км, площадь водосборного бассейна — 24 000 км². Среднегодовой расход воды в низовье около 23 м³/с. Используется для орошения. Половодье в марте — апреле (30 дней, 86 % годового стока). Питание снеговое. Ледостав с ноября по апрель (местами промерзает до дна), весенний ледоход около 7 дней. Летом иногда пересыхает. Сток зарегулирован многочисленными плотинами.
Истоки на отрогах Общего Сырта, течёт, сильно петляя, по широкой долине среди распаханной степи; питание снеговое. Впадает в Волгоградское водохранилище ниже города Балаково.
На реке 2 крупных водохранилища: Сулакское (площадь водного зеркала — 20 км², объём — 0,115 км³) и Пугачёвское. Через акваторию Сулакского водохранилища проходит трасса Саратовского оросительно-обводнительного канала, которую питает водохранилище.
На реке расположен город Пугачёв, сёла Беленка, Толстовка, Большая Таволожка, Старая Порубежка, Имелеевка, Клевенка, Канаёвка, Яблоновый Гай, Горелый Гай, Преображенка, Успенка, Каменка, Давыдовка, Тамбовка, Берёзово, Каменка, Пестравка, Мосты, Дмитриевка, Большая Глушица Самарской области, посёлок Заволжский, с. Малое Перекопное с. Перекопная Лука, с. Сулак, село Сухой Отрог, посёлок Береговой (Дурдом), Криволучье-Сура, Большой Кушум, Ветка, Быков отрог, Красный Яр, Кормёжка, Наумовка, Пылковка, Малый Кушум, Малая Быковка.

## Притоки
(расстояние от устья)
- 19 км: Маянга (балка Мокрая Маянга)
- 88 км: Малый Кушум
- 128 км: Большой Кушум (Кушум)
- 239 км: Сакма
- 273 км: Толстовка
- 293 км: Клопиха
- 360 км: Рубежка
- 406 км: Камелик
- 425 км: Сестра
- 468 км: Тепловка
- 472 км: Сухая Овсянка
- 476 км: Овсянка
- 493 км: Мокрая Овсянка
- 528 км: Вязовка
- 567 км: Каралык
- 585 км: Журавлиха
- 590 км: Сухой Иргиз
- 600 км: Гусиха
- 614 км: Большая Глушица
- 632 км: Таловка
- 638 км: Росташи

## Данные водного реестра
По данным государственного водного реестра России относится к Нижневолжскому бассейновому округу, водохозяйственный участок реки — Большой Иргиз от истока до Сулакского гидроузла. Речной бассейн реки — Волга от верхнего Куйбышевского водохранилища до впадения в Каспий.